# إدواردو شتاين
إدواردو شتاين (بالإسبانية: Eduardo Stein)‏ هو سياسي غواتيمالي، ولد في 20 أكتوبر 1945 في غواتيمالا في غواتيمالا. حزبياً، نشط في Grand National Alliance (Guatemala) ‏. وقد انتخب نائب رئيس غواتيمالا ‏ (14 يناير 2004 – 14 يناير 2008).